# Język yami
Język yami, także tao – język austronezyjski z Republiki Chińskiej (wyspa Lan Yu), zaliczany do grupy języków filipińskich. Posługuje się nim 3 tys. osób.
W użyciu jest również język mandaryński, który służy jako język edukacji. Jedynie w jednej z sześciu wsi (Iraralay) yami pozostaje w użyciu wśród dzieci.
Jest zapisywany alfabetem łacińskim (powstało kilka propozycji ortografii), niemniej jego forma pisana występuje w minimalnym zakresie.